# Святий Вроцлав
Святий Вроцлав (пол. Święty Wrocław) – роман польського письменника-фантаста Лукаша Орбітовського. 2006 року книгу було опубліковано в польському щомісячнику «Nowa Fantastyka», після чого у березні 2009 р. вона була видана одним із найбільших видавництв Польщі — «Wydawnictwo Literackie». У 2010 році роман отримав срібну літературну премію імені Єжи Жулавського.

## Сюжет
Історія починається в житловому комплексі Вроцлава. У стінах, підлогах, стелях за шарами штукатурки та шпалер ховається чорна дзеркальна поверхня, яка поступово розширювалася. Забувши про все, жителі комплексу розносять свої власні квартири, щоб дістатися до гарячої чорної поверхні. З кожним днем, навколо комплексу, збиралося все більше й більше людей.
Якось, наодинці, батько Куба виявляє, що під шпалерами квартири житлового комплексу є дивна чорна речовина. Після цієї події Малгося, його дівчина, втрачає з ним зв'язок. Незабаром, після цього, Малгося разом із Міхалом хочуть з'ясувати, що сталося.
Тим часом біля житлового комплексу починають збиратися все більше й більше мешканців Вроцлава, які потім зникають безвісти. Відтоді житловий комплекс почали називати Святим Вроцлавом. Навколо нього поставили поліцейський кордон. До загадкового маєтку також прийшов Адам, що вдавав із себе пророка.
Томаша Бенера, батька Малгосі, не задовольняли її відносини з однокласниками, які водили її до себе додому, напували, давали наркотики, зв'язували й залишали побитою.
Коли Малгося зникла, на її пошуки вирушили Томаш і Міхал. Зрештою, вони дійшли висновку, що вона зникла біля житлового комплексу. Щоб урятувати її вони вирушили туди з великою кількістю паломників.
Генезис подій Святого Вроцлава не описується на сторінках роману. Читач лиш отримує інформацію про те, що події своїм корінням пов'язані з історією Вроцлава.

## Стиль твору
Оповідач роману - таємничий літописець, оточений тваринами, ідентичність яких ми спочатку не знаємо. Він має проблеми з відповіддю на питання що саме він пише. Читач також розуміє, що події, про які він розповідає, траплялися в його власному житті.
Твір Орбітовського за рецензуванням жанру було віднесено до жахів, моральних романів і балад.